# Воронцова-Дашкова, Елизавета Андреевна
Графиня Елизаве́та Андре́евна Воронцо́ва-Да́шкова (урождённая графиня Шува́лова; 25 июля [6 августа] 1845, Парголово — 28 июля 1924, Висбаден) — фрейлина русского двора, позднее статс-дама, кавалерственная дама ордена Святой Екатерины. Жена влиятельнейшего царедворца — графа Иллариона Воронцова-Дашкова.
После смерти в 1903 году бездетного брата унаследовала обширные владения Шуваловых младшей линии (к примеру, родовое имение Парголово) и воронцовский майорат, включая опустевший дворец в Алупке, который она вернула в пригодный для жилья вид.

## Биография
Елизавета Андреевна (Лили) была старшим ребёнком в семье графа Андрея Павловича Шувалова (1816—1876) и Софьи Михайловны Воронцовой (1825—1879). Родилась в Парголово, крещена 23 августа 1845 года в местной церкви Спаса Нерукотворного Образа при восприемстве князя М. С. Воронцова, в лице которого присутствовали дядя новорождённой граф П. П. Шувалов и бабушка княгиня В. П. Бутера.
Её отец был сыном дипломата графа Павла Андреевича Шувалова и наследником большого состояния. Мать была дочерью Елизаветы Ксаверьевны, урождённой графини Браницкой, и св. князя Михаила Семёновича Воронцова (известны нестандартные версии относительно её отцовства). Семейная жизнь Шуваловых сложилась не особенно удачно: с 1850-х годов граф имел связь с другой женщиной, и фактически супруги жили разными домами.
Женихом Елизаветы Андреевны стал её четвероюродный брат граф Илларион Иванович Воронцов-Дашков (1837—1916), сын графа Ивана Илларионовича Воронцова и его супруги Александры Кирилловны, урождённой Нарышкиной. Граф был ближайшим другом будущего императора Александра III, который рассматривал его кандидатуру в качестве супруга для Марии Мещерской. Цесаревич считал, что «это был бы великолепный муж: честный, благородный и умный малый. Я был бы совершенно счастлив и спокоен, если бы этим кончилось».
Тем не менее Воронцов-Дашков предпочёл посвататься к Лили, и семьи Воронцовых и Шуваловых благосклонно отнеслись к этому союзу, объединившему две ветви рода, происходившие от родных братьев Романа и Ивана Илларионовичей Воронцовых. Э. С. Андреевский писал в своих воспоминаниях: «Княгиня уж чересчур без меры радуется выходу замуж своей внучки Шуваловой за графа Воронцова-Дашкова». Венчание, состоявшееся 22 января 1867 года в Исаакиевском соборе, было, по словам Андреевского, «скоропалительным». Связано это было с отцом невесты, которому «из-за опасного либерализма» было приказано в трёхдневный срок покинуть Петербург.

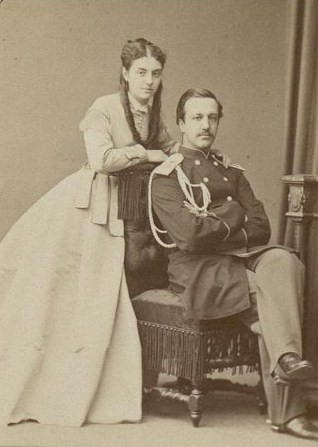
Елизавета Андреевна c мужем

Несмотря на «своенравный и решительный характер» графини, союз был счастливым, супруги искренне заботились друг о друге. Так, смерть графа Шувалова, случившаяся 14 апреля 1876 года, совпала с тяжёлой лёгочной болезнью Елизаветы Андреевны. Её состояние было столь серьёзно, что Илларион Иванович, отказавшийся от службы на этот период (Воронцов-Дашков даже не присутствовал на летних занятиях Гвардейского корпуса, начальником Главного штаба которого он был) и ежедневно информировавший цесаревну Марию Фёдоровну в телеграммах о ходе болезни, не решился сообщить жене о внезапной кончине её отца.
Воронцов-Дашков и его супруга были в числе наиболее доверенных и приближённых к императорской семье лиц. Граф был постоянным партнёром Александра III в карточной игре и царской охоте. В доме Воронцовых на Английской набережной собирался весь Петербург. Постоянный гость дома А. Половцов, сообщая о свадьбе старшей дочери Воронцовых, состоявшейся 8 апреля 1890 года, писал: «Торжество происходит с особенною пышностью вследствие присутствия их величеств и всей царствующей фамилии. Толпа приглашенных шатается по гостиным…» В доме Воронцовых-Дашковых 27 января 1887 года состоялось чтение пьесы Л. Н. Толстого «Власть тьмы», против постановки в театре которой выступали цензура и сам граф. Чтения были организованы во многих светских гостиных, но у Воронцовых присутствовали император с супругой. Пьеса понравилась Александру III, он пожелал присутствовать на генеральной репетиции. Хорошие отношения с императорской семьей сохранились и после смерти Александра Александровича в 1894 году. Дети Воронцовых входили в ближний круг нового императора Николая II. В. Н. Воейков писал: «Государь чувствовал себя весьма непринуждённо в этой семье, в которой в детстве бывал запросто, будучи сверстником детей графа Воронцова-Дашкова».
1890-е годы были омрачены для Елизаветы Андреевны рядом несчастий. В 1893 году в канун свадьбы сестры Софии скончался от болезни 19-летний сын Роман или, как его звали в семье, Ромашка. Великий князь Александр Михайлович писал брату Сергею: «Меня страшно поразила смерть Романа. Я могу себе представить горе семейства, это ужасно, так неожиданно». 8 декабря 1897 года после охоты трагически умер от заражения старший сын, Иван. Произошла большая размолвка с сыном Илларионом в связи со сватовством последнего к И. В. Нарышкиной. Илларион Иванович писал: «Сегодня я получил письмо от мама́, в котором она меня извещает, что ты просил руки Ирины Нарышкиной. Не могу от тебя скрыть, что твой поступок меня крайне огорчил. Кажется ни я, ни твоя мать не заслужили такого бесцеремонного и бессердечного с твоей стороны отношения. Ты бы мог предупредить нас о твоём намерении, посоветоваться с нами, наконец, испросить нашего благословения на такой важный шаг». 28 июня 1905 года во время обычного приема посетителей был убит террористом Куликовским зять Воронцовых-Дашковых — московский градоначальник граф П. П. Шувалов.

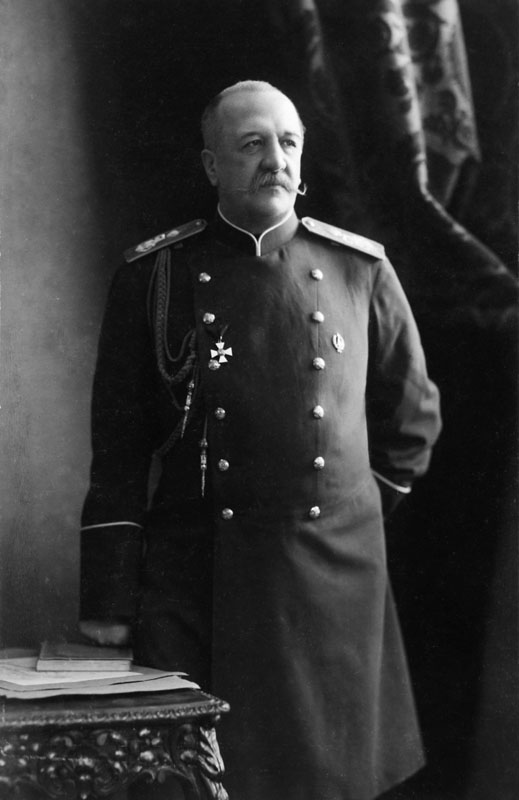
Граф И. И. Воронцов-Дашков (1905)

Прогрессировала болезнь Иллариона Ивановича. Графиня сопровождала мужа во всех его делах. Во время поездки наместника в 1906 году в Эривань для осмотра войсковых частей и учебных заведений вместе с ним отправилась и Елизавета Андреевна. В ноябре 1914 года императора Николая, совершавшего путешествие по Кавказу, встречала на вокзале графиня Воронцова-Дашкова. Ввиду плохого состояния здоровья Воронцов не смог принять императора даже во дворце. Это позволило депутату Чхеидзе, выступая в Думе, заявлять, что «Кавказской армией командует не Верховный Главнокомандующий и не Наместник, а графиня Воронцова-Дашкова, опутанная армянскими сетями». Позднее её невестка, Анна Ильинична, вспоминала: «За каждое выступление Чхеидзе мне неистово попадало, как будто я была ответственна за него. Должна признаться, что я его … не выносила, и за его политические взгляды, и за свои истории с мама́». Великий князь Андрей Владимирович, сообщая в дневнике, что «бедный граф Воронцов совсем рамолен», писал 17 января 1915 года: «Графиня к нему никого не пускает, принимает лично все доклады и управляет всем Кавказом лично, как гражданской частью, так и военною». Командир конвоя Воронцова-Дашкова, Н. А. Бигаев, в своих записках «Последние наместники Кавказа (в свете личных воспоминаний)» сообщал, что «графиню страшно боялись». Людская молва передавала ещё до её приезда на Кавказ, что «графиня — это нечто страшное, что она иностранных царственных принцесс встречает кивком головы». Её суровый и гордый вид приводил к тому, что гости боялись садиться за стол рядом с нею, а часть военных вообще предпочитала не посещать приёмы наместника, так как «не могли преодолеть „страха“, охватывавшего их в присутствии величественной графини». Даже в присутствии царской семьи она «оставалась самой собой: суровой, неподдельно важной и малодоступной». По мнению Бигаева, «она была строга и сурова прежде всего к себе, а потом ко всем». Во время паники в Тифлисе, случившейся в декабре 1914 года из-за неудач российской армии под Сарыкамышем, Елизавете Андреевне предложили эвакуироваться, на что получили ответ графини: «Только трусы убегают. Вместо того чтобы организовать защиту родной земли, родного города, часть населения, особенно армяне, позорно бегут, не жалея на это средств. Я не уеду». Николай Александрович отмечал, что Елизавета Андреевна была «доброй женщиной, к которой надо было уметь „примениться“».
Граф покинул Кавказ вместе с женой и сыном Александром незадолго до смерти, случившейся 15 января 1916 года в Алупке. Императрица Александра Фёдоровна написала в этот день: «Бедная графиня Воронцова. Она будет тосковать по своему милому старому мужу…»
Последняя встреча Елизаветы Андреевны с императрицей состоялась 8 февраля 1917 года. После революции графиня уехала в Ессентуки, где вскоре собралась большая часть семьи. Позднее она была арестована и помещена в тюрьму в Пятигорске. Во время наступления Добровольческой армии Воронцовым-Дашковым удалось покинуть Россию: в апреле 1919 года Елизавета Андреевна с семьёй младшей дочери графини И. И. Шереметевой покинула свой Алупкинский дворец на одном из английских кораблей, взявших курс на Мальту.
Графиня Елизавета Андреевна Воронцова-Дашкова скончалась в 1924 году и была похоронена на Русском кладбище в Висбадене.

## Владения

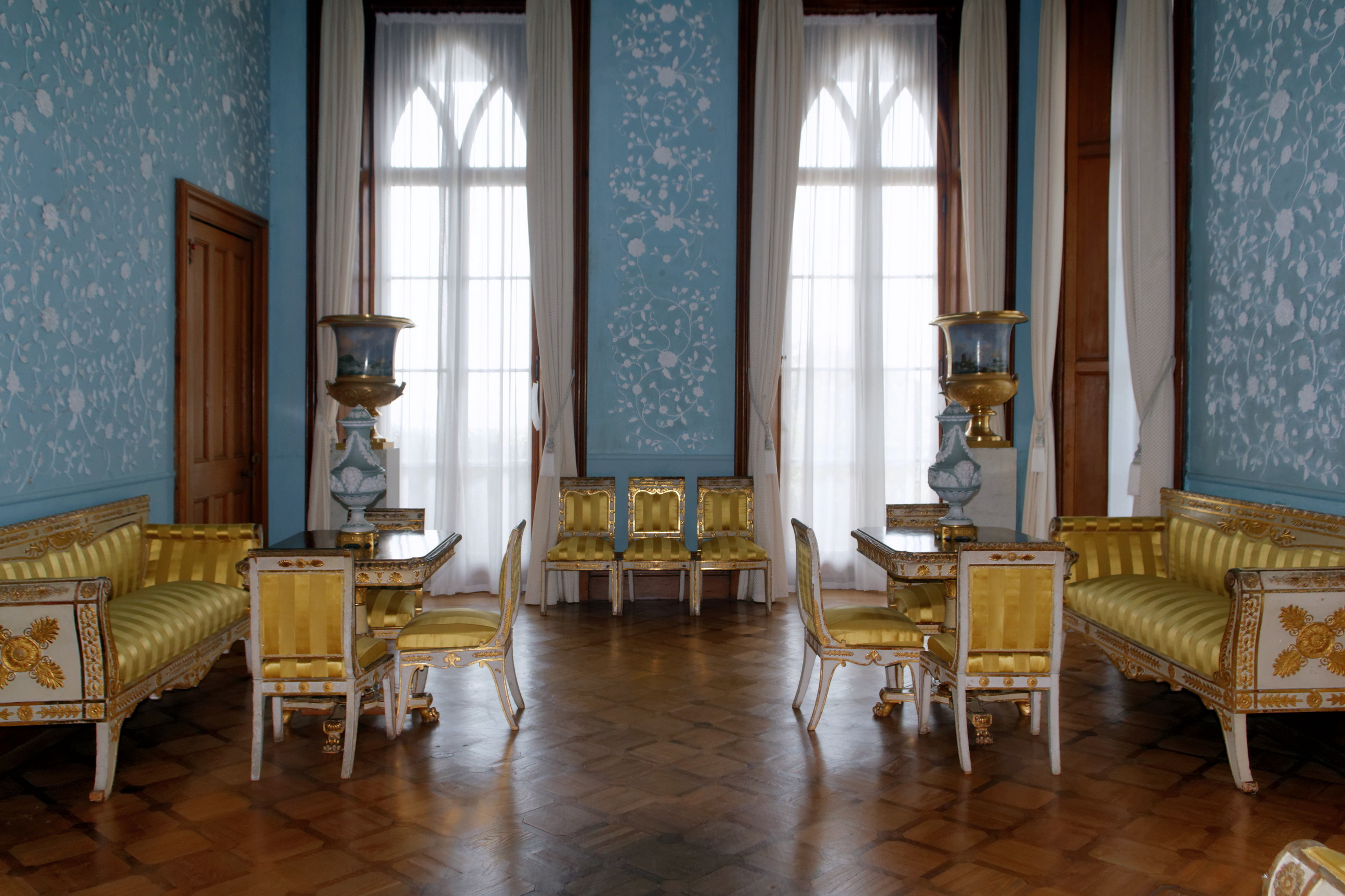
Елизавета Андреевна воссоздала обстановку Алупкинского дворца, распроданную её тёткой и братьями

23 декабря 1903 (5 января 1904) года скончался брат Елизаветы Андреевны, Михаил Андреевич светлейший князь Воронцов граф Шувалов (1850—1904), не оставивший прямых наследников. Решением Санкт-Петербургского окружного суда от 1 мая 1904 года наследницей Воронцовского майората стала Елизавета Андреевна. Среди прочего она унаследовала Юго-Камский железоделательный завод, доходный дом в Петербурге, дворец в Алупке, усадьбы Парголово, Андреевское и другие, которые она активно благоустраивала. Объединив в своих руках владения Воронцовых, Шуваловых и Воронцовых-Дашковых, Елизавета Андреевна с супругом стали одними из крупнейших землевладельцев. Им принадлежали 21 имение площадью свыше 160 тысяч га земли, несколько маслобоен и заводов, фабрика и несколько доходных домов, 10 нефтеносных участков на Апшеронском полуострове. Один из подчинённых её мужа в своих воспоминаниях о графе Илларионе Ивановиче замечал: «Он был богат, а его жена ещё богаче…»
В 1912 году Елизавета Андреевна пыталась добиться передачи майората не внуку Иллариону Ивановичу (1893—1920), а его матери Варваре Давыдовне. Однако ей было отказано.
После революции всё имущество семьи было национализировано.

## Благотворительная деятельность
Подобно другим дамам из высшего света, Елизавета Андреевна уделяла много времени благотворительной деятельности. Вместе с супругом, который с 1904 года занимал пост председателя Главного Управления Российского общества Красного Креста, она занималась делами общества. Выплата пенсий и пособий занимала значительную часть доходов семьи Воронцовых-Дашковых (например, в 1906 году было выплачено около 11000 рублей). При разделе родительских имений сестры Елизавета и Екатерина Андреевны выделили 9300 рублей на благотворительность.
В ведении графини находилось заведение Святой Нины.
Воронцова-Дашкова была председательницей Кавказского комитета помощи пострадавшим от войны. Во дворце наместника на Кавказе был устроен склад для помощи раненым, носивший имя императрицы. В годы войны комнаты петербургских и других особняков Воронцовых были предоставлены для проживания инвалидов, что, по мнению А. И. Воронцовой-Дашковой, было «величайшей ошибкой» и способствовало пропаганде против хозяев. В доме свекрови она услышала слова о том, что «для одной старухи всё это… и все служащие … и церковь собственная».
Эта деятельность была отмечена знаком отличия Красного Креста 1-й степени.

## Дети
В браке родились:

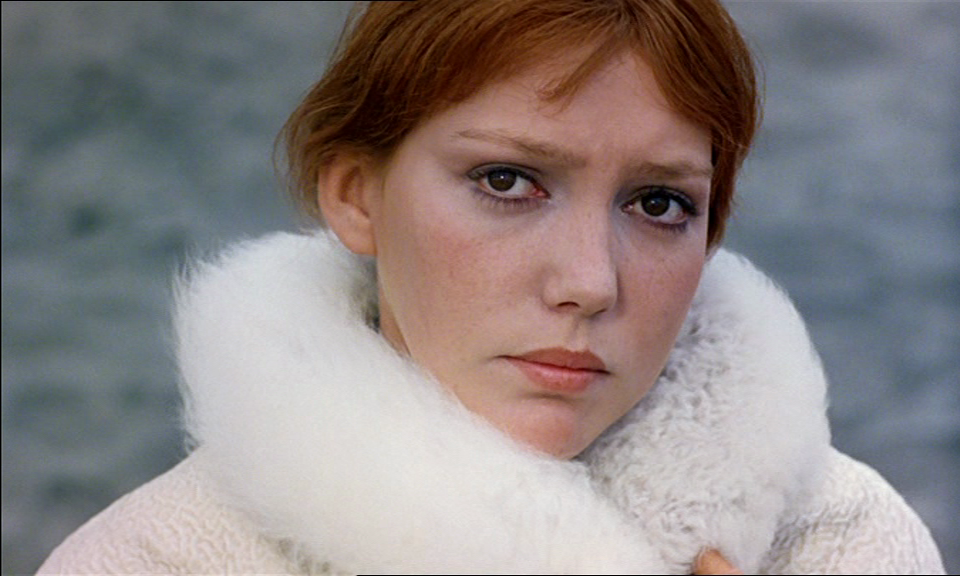
Актриса Анна Вяземски, праправнучка

- Иван Илларионович (1868—1897) — полковник, адъютант в. кн. Михаила Александровича. С 1891 года женат на Варваре Давыдовне Орловой (1870—1915), дочери генерал-лейтенанта Д. И. Орлова.
- Александра Илларионовна (1869—1959) — фрейлина, с 1890 года супруга графа Павла Павловича Шувалова (1859—1905).
- София Илларионовна (1870—1953) — с 1893 года супруга Елима Павловича Демидова, князя Сан-Донато (1868—1943). Сын Владимир (1907—1983)
- Мария Илларионовна (1871—1927) — с 1894 года супруга графа Владимира Владимировича Мусина-Пушкина (1870—1923).
- Ирина Илларионовна (1872—1959) — с 1892 года супруга графа Дмитрия Сергеевича Шереметева (1869—1943).
- Роман Илларионович (1874—1893) — гардемарин и знаменщик Морского кадетского корпуса.
- Илларион Илларионович (1877—1932) — с 1900 года женат на Ирине Васильевне Нарышкиной (1879—1917). Брак закончился разводом. С 1915 по 1922 годы женат на Людмиле Николаевне Ушковой, урождённой Зейдлер (ум. 1943).
- Александр Илларионович (1881—1938) — флигель-адъютант. С 1916 года женат на Анне Ильиничне Мамацашвили, урождённой княжне Чавчавадзе (1891—1938), внучке князя Д. А. Чавчавадзе.